# Präsidentschaftswahl in Turkmenistan 2007

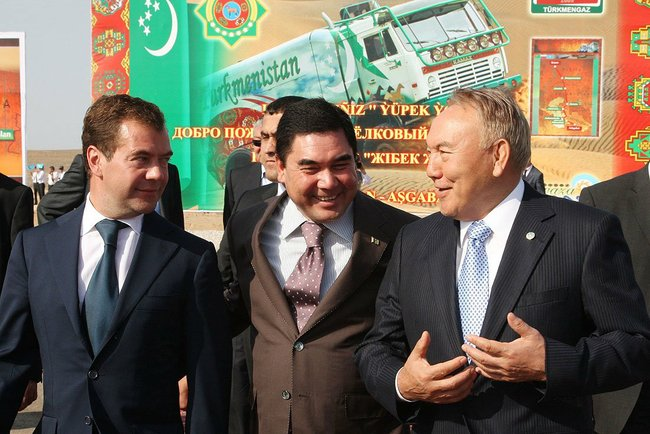
Der neue Präsident Gurbanguly Berdimuhamedow (Bildmitte) bei einem Treffen mit Dmitri Anatoljewitsch Medwedew und Nursultan Nasarbajew

Die Präsidentschaftswahl in Turkmenistan 2007 wurde am 11. Februar 2007 abgehalten und war nach der Präsidentschaftswahl in Turkmenistan 1992 die zweite Wahl für das Präsidentenamt in Turkmenistan. Die Wahl war durch den Tod des langjährigen Präsidenten Saparmyrat Nyýazow nötig geworden.

## Wahlsystem
Nach der turkmenischen Verfassung wird der Präsident direkt vom Volk für fünf Jahre gewählt. Diese Regelung wurde vom ehemaligen Präsidenten Nyýazow ausgehebelt, indem dieser seine Amtszeit durch ein Referendum auf zehn Jahre verlängern ließ und sich anschließend 1999 vom Parlament zum Präsidenten auf Lebenszeit wählen ließ. Während der Ära Nyýazow wurde durch Verfassungsänderungen und Dekrete die Machtstellung des Präsidenten stetig ausgebaut, sodass der Präsident bis heute eine unbegrenzte Machtfülle in Turkmenistan innehat.

## Hintergrund
Nyýazow und seine Demokratische Partei Turkmenistans (DPT) hatten das Land nach der Unabhängigkeit Turkmenistans im Zuge des Zerfalls der Sowjetunion kontrolliert. 1992 wurde Nyýazow nach offiziellen Angaben mit 99,8 % der abgegebenen Stimmen zum Präsidenten gewählt. In Ermangelung jeglicher Opposition gewann die DPT zudem bei der Parlamentswahl in Turkmenistan 1994 und bei der Parlamentswahl in Turkmenistan 1999 alle 50 Sitze in der Versammlung von Turkmenistan, sodass Nyýazows Kurs vom Parlament bedingungslos gestützt wurde. In dieser Situation stellte der Tod von Nyýazow am 21. Dezember 2006 einen tiefen Einschnitt in der Geschichte Turkmenistans dar und warf die Frage nach dem Nachfolger für den allgegenwärtigen Präsidenten auf, der zudem im Zentrum eines ausufernden Personenkults stand. Gurbanguly Berdimuhamedow war vor dem Tod des Präsidenten Vize-Premierminister und Leibarzt des Präsidenten. Aus dieser Funktion heraus wurde er vom Parlament als Interimspräsident gewählt, Wahlen für das Amt des Präsidenten wurden für den 11. Februar angesetzt. Berdimuhamedow konnte hier nur durch eine Verfassungsänderung kandidieren, da es zuvor nach der turkmenischen Verfassung nicht erlaubt war, das ein Übergangspräsident bei einer Präsidentschaftswahl kandidiert.

## Kandidaten
Für das Amt des Präsidenten kandidierten sechs Kandidaten, die allesamt der DPT angehörten. Damit war die Präsidentschaftswahl 2007 die erste Wahl in der Geschichte Turkmenistans, bei der sich mehr als ein Kandidat um das Amt des Präsidenten bewarben. Eine Beteiligung oppositioneller Politiker bei der Wahl wurde auch nach der Ära Nyýazow nicht ermöglicht. Dazu wurde vor der Wahl ein Gesetz beschlossen, das Kandidaten, die über die vergangenen 15 Jahre nicht ständig in Turkmenistan gelebt haben, von der Wahl ausschloss. Durch dieses Gesetz wurde eine Kandidatur von Politikern der aus dem Exil tätigen Opposition unmöglich gemacht. Nachdem sich Berdimuhamedow nach dem Tod des Präsidenten als neuer, starker Mann in der turkmenischen Politik präsentieren konnte, wurde er als Favorit für die folgende Wahl angesehen. Seine Konkurrenten waren bislang kaum öffentlich in Erscheinung getreten und galten deshalb als weitestgehend chancenlos.  
| Kandidat                  | Partei                             | Amt                                                                             |
| ------------------------- | ---------------------------------- | ------------------------------------------------------------------------------- |
| Gurbanguly Berdimuhamedow | Demokratische Partei Turkmenistans | Vize-Premierminister und anschließend Übergangspräsident                        |
| Amanyaz Atadzhykov        | Demokratische Partei Turkmenistans | Abgeordneter im Parlament und stellvertretender Gouverneur von Daşoguz welaýaty |
| Ishanguly Nuryev          | Demokratische Partei Turkmenistans | Stellvertretender Minister für die Erdölindustrie und Bodenschätze              |
| Mukhammetnazar Gurbanov   | Demokratische Partei Turkmenistans | Bezirksleiter in Karabekaul, Lebap welaýaty                                     |
| Orazmyrad Garadzhayev     | Demokratische Partei Turkmenistans | Bürgermeister von Abadan                                                        |
| Ashirniyaz Pomanov        | Demokratische Partei Turkmenistans | Gouverneur der Stadt Türkmenbaşy                                                |

## Wahlkampf
Ein kontrovers geführter Wahlkampf kam auf Grund der inhaltlichen Übereinstimmung der Kandidaten nicht zustande. Die Wahlkommission spielte im Wahlkampf eine zentrale Rolle. Sie organisierte für alle Kandidaten landesweit Wahlkampfveranstaltungen, bei denen sie sich den Wählern präsentieren konnten. Zudem wurden zahlreiche, standardisierte Wahlplakate gedruckt und ausgehangen, die über den Lebenslauf der Kandidaten informierten. Hinsichtlich der Medien wurde allen Kandidaten Sendezeit im Fernsehen und Anzeigen in Zeitungen zugestanden, Berdimuhamedow hatte allerdings durch seine ständige Präsenz in den Medien einen massiven Vorteil hinsichtlich seiner Bekanntheit und Popularität.  Berdimuhamedow versprach bei seinem Wahlkampfauftakt vor 1.000 Zuschauern bei einer Rede in Aşgabat eine Verbesserung des Internetzugangs in Turkmenistan, eine Reform des Bildungssystems und Unterstützung für Unternehmer. Neben diesen inhaltlichen Reformen kündigte er an, in die Fußstapfen seines Vorgängers treten zu wollen.

## Ergebnis
Der Ausgang der Wahl entsprach den Prognosen der Beobachter, da Berdimuhamedow die Wahl mit deutlichem Vorsprung gewinnen konnte. Die Wahlbeteiligung wurde offiziell mit 99 % angegeben.
| Kandidat                  | absolut erhaltene Stimmen | Anteil der abgegebenen Stimmen |
| ------------------------- | ------------------------- | ------------------------------ |
| Gurbanguly Berdimuhamedow | 2.357.120                 | 89,18 %                        |
| Amanyaz Atadzhykov        | 85.016                    | 3,22 %                         |
| Ishanguly Nuryev          | 62.830                    | 2,38 %                         |
| Mukhammetnazar Gurbanov   | 62.672                    | 2,37 %                         |
| Orazmyrad Garadzhayev     | 40.821                    | 1,54 %                         |
| Ashirniyaz Pomanov        | 34.733                    | 1,31 %                         |

Am 14. Februar 2007 wurde Berdimuhamedow im Rahmen einer großangelegten Zeremonie im Beisein mehrerer Staatsoberhäupter als neuer Präsident vereidigt.

## Bewertung
Die Wahl wurde, wie sämtliche Wahlen in der Geschichte Turkmenistans, als weder frei noch fair eingestuft. Die Organisation für Sicherheit und Zusammenarbeit in Europa (OSZE) entsandte im Vorfeld der Wahl eine Bedarfsermittlungsmission, die im Januar 2007 die Vorbereitungen zur Wahl beobachtete. Die OSZE-Beobachter kritisierten den Ausschluss der Opposition von der Wahl und das Verbot jeglicher oppositioneller Parteien. Außerdem prangerten sie mangelnden Pluralismus und politischen Wettbewerb im Vorfeld der Wahl an. Am Wahltag selbst waren keine ausländischen Beobachter zur Überwachung der Wahl vor Ort. Die Vereinte Demokratische Opposition Turkmenistans, die Dachorganisation der Exilopposition, erkannte die Wahl nicht an und bezeichnete sie als illegal und undemokratisch. Die International Crisis Group sprach nach dem Wahltag von Wahlfälschung und forderte die Internationale Gemeinschaft auf, verstärkt auf eine Wahrung der Menschenrechte in Turkmenistan hinzuarbeiten. Der häufig geäußerte Vorwurf der Wahlfälschung wurde zudem durch eine Aussage des Vorsitzenden der Wahlkommission gestützt, der ankündigte, alles tun zu wollen, um sicherzustellen, dass Berdimuhamedow gewinne, da dieser ein würdiger Kandidat sei.